# Sietas Typ 177
Der Typ 177 ist ein Massengutschiffstyp der Sietas-Werft in Hamburg-Neuenfelde.

## Geschichte
Hergestellt wurde die Baureihe von 2008 bis 2010 in drei Einheiten. Eingesetzt werden die Schiffe in der nordeuropäischen Trampfahrt mit Steinen.

## Technik
Die Rümpfe wurden in Sektionsbauweise zusammengefügt. Die sieben Laderäume mit einem Rauminhalt von 26.042 m³ und verstärkter Tankdecke sind für den Transport von Steinen verschiedener Beschaffenheit eingerichtet. Die Schiffe wurden mit Selbstlöschanlagen des Herstellers MacGregor ausgerüstet.
Angetrieben werden die Schiffe der Baureihe von einem MaK-Dieselmotor des Typs 8M43, der auf einen Verstellpropeller wirkt. Die An- und Ablegemanöver werden von Bug- und Heckstrahlrudern unterstützt. Von September bis Dezember 2015 wurden die drei Schiffe nacheinander auf der Pella-Sietas-Werft mit Gaswäschern ausgerüstet. Die Kosten für den Umbau beliefen sich auf rund 3 bis 3,5 Millionen Euro pro Schiff.

## Die Schiffe

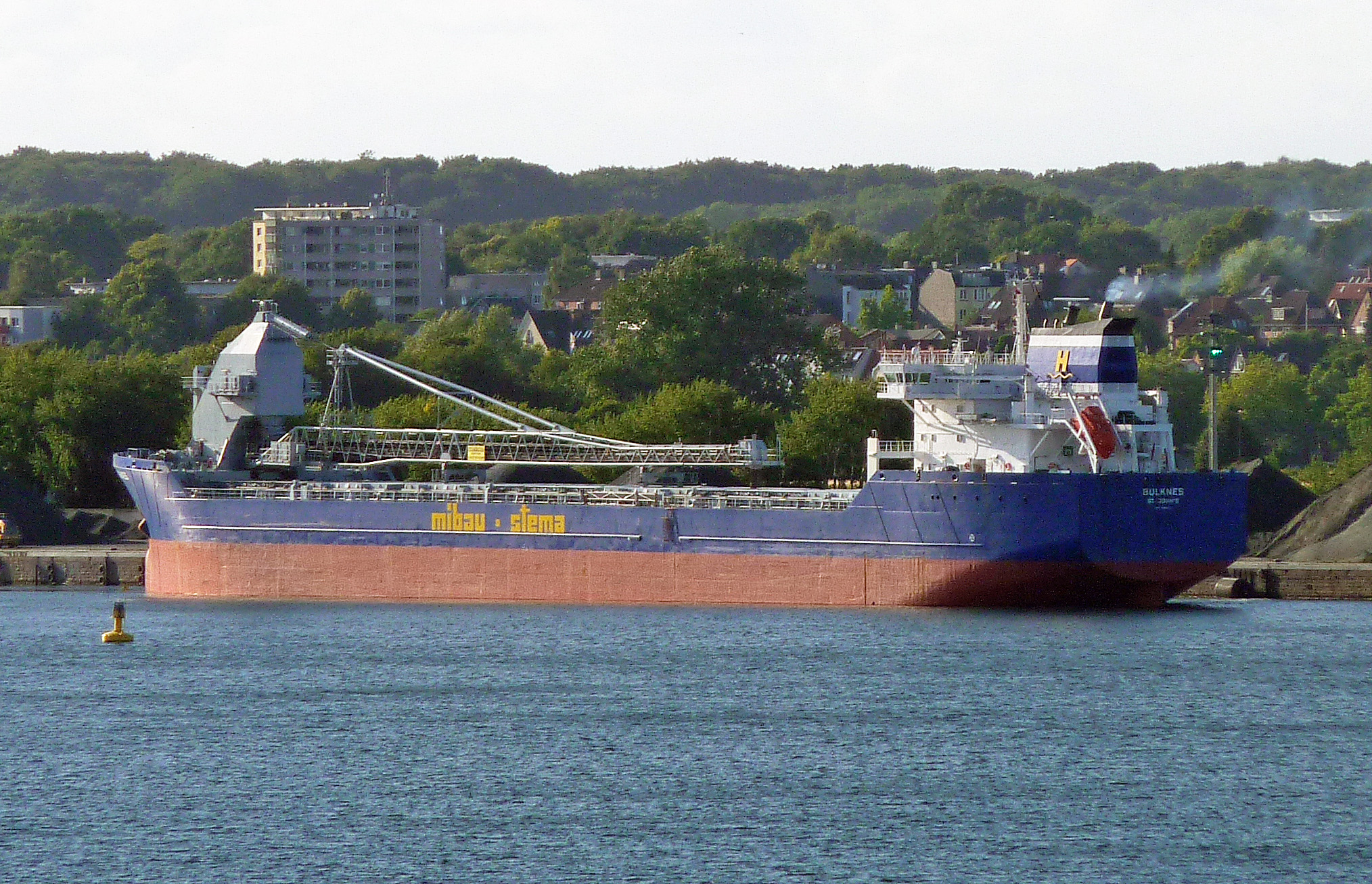
Heckansicht der Bulknes

| Sietas Typ 177 | Sietas Typ 177 | Sietas Typ 177 | Sietas Typ 177                    | Sietas Typ 177                            | Sietas Typ 177             |
| Bauname        | Bau- nummer    | IMO- Nummer    | Kiellegung Stapellauf Ablieferung | Auftraggeber                              | Umbenennungen und Verbleib |
| -------------- | -------------- | -------------- | --------------------------------- | ----------------------------------------- | -------------------------- |
| Bulknes        | 1309           | 9384370        | 18.12.2007 23.02.2009 30.04.2009  | Reederei Hans-Jürgen Hartmann, Cadenberge | so 2024 in Fahrt           |
| Beltnes        | 1310           | 9432206        | 18.12.2007 29.05.2009 24.08.2009  | Reederei Hans-Jürgen Hartmann, Cadenberge | so 2024 in Fahrt           |
| Fitnes         | 1311           | 9490105        | 20.12.2007 20.11.2009 29.04.2010  | Reederei Hans-Jürgen Hartmann, Cadenberge | so 2024 in Fahrt           |